# Collegio elettorale di Orvieto (Senato della Repubblica)
Il collegio di Orvieto fu un collegio elettorale uninominale della Repubblica Italiana appartenente alla Circoscrizione Umbria; fu utilizzato per eleggere un senatore della Repubblica dalla I alla XIV legislatura, sebbene con estensioni diverse e sistemi elettorali diversi.

## Storia
Il collegio venne creato nel 1948 secondo la legge n. 29 del 6 febbraio 1948 la quale, pur basandosi sull'impianto proporzionale in vigore per la Camera, rispetto a quest'ultima conteneva alcuni piccoli correttivi in senso maggioritario. Tale legge ebbe il suo definitivo perfezionamento col Testo Unico n°361 del 1957. Differentemente dalla Camera, la legge elettorale del Senato si articolava su base regionale, seguendo il dettato costituzionale (art.57). Ogni Regione era suddivisa in tanti collegi uninominali quanti erano i seggi ad essa assegnati. All'interno di ciascun collegio, veniva eletto il candidato che avesse raggiunto il quorum del 65% delle preferenze: tale soglia, oggettivamente di difficilissimo conseguimento, tradiva l'impianto proporzionale su cui era concepito anche il sistema elettorale della Camera Alta. Qualora, come normalmente avveniva, nessun candidato avesse conseguito l'elezione, i voti di tutti i candidati venivano raggruppati in liste di partito a livello regionale, dove i seggi venivano allocati utilizzando il metodo D'Hondt delle maggiori medie statistiche e quindi, all'interno di ciascuna lista, venivano dichiarati eletti i candidati con le migliori percentuali di preferenza.
Nel 1993, con la cosiddetta Legge Mattarella (Legge n. 276, Norme per l'elezione del Senato della Repubblica), attuata in seguito al referendum abrogativo del 1993, venne istituito per la Camera dei deputati e per il Senato della Repubblica un sistema di elezione misto, in parte maggioritario e in parte proporzionale. Il 75% dei parlamentari dell'assemblea veniva eletto in collegi uninominali tramite sistema maggioritario a turno unico; il restante 25% al Senato veniva eletto tramite recupero proporzionale dei più votati non eletti attraverso un meccanismo di calcolo denominato "scorporo", cioè sottraendo dal conteggio dei voti totali di una lista nella parte proporzionale i voti ottenuti dai candidati collegati alla medesima lista che erano eletti nei collegi uninominali con il sistema maggioritario.
Il collegio venne abolito insieme a tutti gli altri che costituivano il Senato con la promulgazione della legge elettorale successiva, la cosiddetta Legge Calderoli. Questa prevedeva un sistema proporzionale con premio di maggioranza, che al Senato veniva attribuito a livello regionale.

## 1948-1993

### Territorio
Il collegio di Orvieto era uno dei 6 collegi uninominali in cui era suddivisa l'Umbria; comprendeva i seguenti comuni: Acquasparta, Allerona, Alviano, Amelia, Attigliano, Baschi, Castel Giorgio, Castel Viscardo, Città della Pieve, Fabro, Ficulle, Fratta Todina, Giove, Guardea, Lugnano in Teverina, Monte Castello di Vibio, Montecastrilli, Montegabbione, Monteleone d'Orvieto, Orvieto, Paciano, Parrano, Penna in Teverina, Porano e San Venanzo.

### Dati elettorali

#### I legislatura
|                                                                                | Gino Meacci ✔️ Eletto | Fronte Democratico Popolare   | 27 149 | 46,17 |  |  |  |  |  |
|                                                                                | Gaetano Fratini       | Democrazia Cristiana          | 15 539 | 26,42 |  |  |  |  |  |
|                                                                                | Erasmo Sgarroni       | Indipendente                  | 10 136 | 17,24 |  |  |  |  |  |
|                                                                                | Italo Balboni         | Partito Repubblicano Italiano | 3 202  | 5,45  |  |  |  |  |  |
|                                                                                | Ciro Polidori         | Unità Socialista              | 2 779  | 4,73  |  |  |  |  |  |
| Totale                                                                         | Totale                | Totale                        | 58 805 | 100   |  |  |  |  |  |
|                                                                                |                       |                               |        |       |  |  |  |  |  |
| Voti non validi                                                                | Voti non validi       | Voti non validi               | 3 860  | 6,16  |  |  |  |  |  |
| Votanti                                                                        | Votanti               | Votanti                       | 62 665 | 95,36 |  |  |  |  |  |
| Elettori                                                                       | Elettori              | Elettori                      | 65 711 |       |  |  |  |  |  |
|                                                                                |                       |                               |        |       |  |  |  |  |  |
| Nota: quorum del 65% non raggiunto; ripartizione dei seggi a livello regionale |                       |                               |        |       |  |  |  |  |  |
| Data: 18 aprile 1948                                                           |                       |                               |        |       |  |  |  |  |  |
| Fonte: Ministero dell'interno                                                  |                       |                               |        |       |  |  |  |  |  |

#### II legislatura
|                                                                                | Angelo Breccia     | Democrazia Cristiana           | 20 546 | 32,18 |  |  |  |  |  |
|                                                                                | Carlo Farini       | Partito Comunista Italiano     | 19 476 | 30,50 |  |  |  |  |  |
|                                                                                | Luigi Fabbri       | Partito Socialista Italiano    | 14 479 | 22,67 |  |  |  |  |  |
|                                                                                | Francesco Galanti  | Movimento Sociale Italiano     | 4 140  | 6,48  |  |  |  |  |  |
|                                                                                | Salvatore Fumi     | Partito Liberale Italiano      | 1 794  | 2,81  |  |  |  |  |  |
|                                                                                | Ermando Desideri   | PSDI - PRI                     | 1 633  | 2,56  |  |  |  |  |  |
|                                                                                | Ferdinando Breglia | Partito Nazionale Monarchico   | 1 389  | 2,18  |  |  |  |  |  |
|                                                                                | Luigi Marchi       | Unità Popolare                 | 227    | 0,36  |  |  |  |  |  |
|                                                                                | Caterina Maza      | Alleanza Democratica Nazionale | 171    | 0,27  |  |  |  |  |  |
| Totale                                                                         | Totale             | Totale                         | 63 855 | 100   |  |  |  |  |  |
|                                                                                |                    |                                |        |       |  |  |  |  |  |
| Voti non validi                                                                | Voti non validi    | Voti non validi                | 3 989  | 5,88  |  |  |  |  |  |
| Votanti                                                                        | Votanti            | Votanti                        | 67 844 | 98,14 |  |  |  |  |  |
| Elettori                                                                       | Elettori           | Elettori                       | 69 129 |       |  |  |  |  |  |
|                                                                                |                    |                                |        |       |  |  |  |  |  |
| Nota: quorum del 65% non raggiunto; ripartizione dei seggi a livello regionale |                    |                                |        |       |  |  |  |  |  |
| Data: 7 giugno 1953                                                            |                    |                                |        |       |  |  |  |  |  |
| Fonte: Ministero dell'interno                                                  |                    |                                |        |       |  |  |  |  |  |

#### III legislatura
|                                                                                | Tommaso Bozza    | Democrazia Cristiana                    | 22 251 | 33,80 |  |  |  |  |  |
|                                                                                | Emilio Secci     | Partito Comunista Italiano              | 20 416 | 31,01 |  |  |  |  |  |
|                                                                                | Salvatore Bruno  | Partito Socialista Italiano             | 14 869 | 22,59 |  |  |  |  |  |
|                                                                                | Mario Ferraguti  | PNM - MSI                               | 4 371  | 6,64  |  |  |  |  |  |
|                                                                                | Alberto Majoli   | Partito Liberale Italiano               | 1 617  | 2,46  |  |  |  |  |  |
|                                                                                | Ermando Desideri | Partito Socialista Democratico Italiano | 1 325  | 2,01  |  |  |  |  |  |
|                                                                                | Remo Recchioni   | PRI - PR                                | 985    | 1,50  |  |  |  |  |  |
| Totale                                                                         | Totale           | Totale                                  | 65 834 | 100   |  |  |  |  |  |
|                                                                                |                  |                                         |        |       |  |  |  |  |  |
| Voti non validi                                                                | Voti non validi  | Voti non validi                         | 3 737  | 5,37  |  |  |  |  |  |
| Votanti                                                                        | Votanti          | Votanti                                 | 69 571 | 97,60 |  |  |  |  |  |
| Elettori                                                                       | Elettori         | Elettori                                | 71 283 |       |  |  |  |  |  |
|                                                                                |                  |                                         |        |       |  |  |  |  |  |
| Nota: quorum del 65% non raggiunto; ripartizione dei seggi a livello regionale |                  |                                         |        |       |  |  |  |  |  |
| Data: 25 maggio 1958                                                           |                  |                                         |        |       |  |  |  |  |  |
| Fonte: Ministero dell'interno                                                  |                  |                                         |        |       |  |  |  |  |  |

#### IV legislatura
|                                                                                | Alberto Guidi ✔️ Eletto | Partito Comunista Italiano              | 25 286 | 40,09 |  |  |  |  |  |
|                                                                                | Romolo Tiberi ✔️ Eletto | Democrazia Cristiana                    | 20 303 | 32,19 |  |  |  |  |  |
|                                                                                | L. Anderlini            | Partito Socialista Italiano             | 10 538 | 16,71 |  |  |  |  |  |
|                                                                                | G. Sensi                | Indipendente di destra                  | 3 331  | 5,28  |  |  |  |  |  |
|                                                                                | G. Carlani              | Partito Socialista Democratico Italiano | 1 508  | 2,39  |  |  |  |  |  |
|                                                                                | L. Barzini              | Partito Liberale Italiano               | 1 504  | 2,38  |  |  |  |  |  |
|                                                                                | M. Valle                | Partito Repubblicano Italiano           | 608    | 0,96  |  |  |  |  |  |
| Totale                                                                         | Totale                  | Totale                                  | 63 078 | 100   |  |  |  |  |  |
|                                                                                |                         |                                         |        |       |  |  |  |  |  |
| Voti non validi                                                                | Voti non validi         | Voti non validi                         | 3 511  | 5,27  |  |  |  |  |  |
| Votanti                                                                        | Votanti                 | Votanti                                 | 66 589 | 96,32 |  |  |  |  |  |
| Elettori                                                                       | Elettori                | Elettori                                | 69 134 |       |  |  |  |  |  |
|                                                                                |                         |                                         |        |       |  |  |  |  |  |
| Nota: quorum del 65% non raggiunto; ripartizione dei seggi a livello regionale |                         |                                         |        |       |  |  |  |  |  |
| Data: 28 aprile 1963                                                           |                         |                                         |        |       |  |  |  |  |  |
| Fonte: Ministero dell'interno                                                  |                         |                                         |        |       |  |  |  |  |  |

#### V legislatura
|                                                                                | Luigi Anderlini ✔️ Eletto | PCI - PSIUP                   | 26 969 | 44,34 |  |  |  |  |  |
|                                                                                | Romolo Tiberi ✔️ Eletto   | Democrazia Cristiana          | 21 597 | 35,51 |  |  |  |  |  |
|                                                                                | D. L. Lipara              | PSI-PSDI Unificati            | 7 789  | 12,81 |  |  |  |  |  |
|                                                                                | E. Donatelli              | Movimento Sociale Italiano    | 2 879  | 4,73  |  |  |  |  |  |
|                                                                                | A. Orru                   | Partito Liberale Italiano     | 919    | 1,51  |  |  |  |  |  |
|                                                                                | R. Latini                 | Partito Repubblicano Italiano | 673    | 1,11  |  |  |  |  |  |
| Totale                                                                         | Totale                    | Totale                        | 60 826 | 100   |  |  |  |  |  |
|                                                                                |                           |                               |        |       |  |  |  |  |  |
| Voti non validi                                                                | Voti non validi           | Voti non validi               | 3 248  | 5,07  |  |  |  |  |  |
| Votanti                                                                        | Votanti                   | Votanti                       | 64 074 | 96,61 |  |  |  |  |  |
| Elettori                                                                       | Elettori                  | Elettori                      | 66 323 |       |  |  |  |  |  |
|                                                                                |                           |                               |        |       |  |  |  |  |  |
| Nota: quorum del 65% non raggiunto; ripartizione dei seggi a livello regionale |                           |                               |        |       |  |  |  |  |  |
| Data: 19 maggio 1968                                                           |                           |                               |        |       |  |  |  |  |  |
| Fonte: Ministero dell'interno                                                  |                           |                               |        |       |  |  |  |  |  |

#### VI legislatura
|                                                                                | Luigi Anderlini         | PCI - PSIUP                                   | 25 649 | 42,84 |  |  |  |  |  |
|                                                                                | Romolo Tiberi ✔️ Eletto | Democrazia Cristiana                          | 19 869 | 33,19 |  |  |  |  |  |
|                                                                                | G. Cirinei              | Partito Socialista Italiano                   | 7 087  | 11,84 |  |  |  |  |  |
|                                                                                | A. M. Zambrino          | Movimento Sociale Italiano - Destra Nazionale | 3 857  | 6,44  |  |  |  |  |  |
|                                                                                | M. Ciocchetti           | Partito Socialista Democratico Italiano       | 1 990  | 3,32  |  |  |  |  |  |
|                                                                                | R. Latini               | Partito Repubblicano Italiano                 | 727    | 1,21  |  |  |  |  |  |
|                                                                                | F. Duchi                | Partito Liberale Italiano                     | 691    | 1,15  |  |  |  |  |  |
| Totale                                                                         | Totale                  | Totale                                        | 59 870 | 100   |  |  |  |  |  |
|                                                                                |                         |                                               |        |       |  |  |  |  |  |
| Voti non validi                                                                | Voti non validi         | Voti non validi                               | 2 392  | 3,84  |  |  |  |  |  |
| Votanti                                                                        | Votanti                 | Votanti                                       | 62 262 | 96,71 |  |  |  |  |  |
| Elettori                                                                       | Elettori                | Elettori                                      | 64 383 |       |  |  |  |  |  |
|                                                                                |                         |                                               |        |       |  |  |  |  |  |
| Nota: quorum del 65% non raggiunto; ripartizione dei seggi a livello regionale |                         |                                               |        |       |  |  |  |  |  |
| Data: 7 maggio 1972                                                            |                         |                                               |        |       |  |  |  |  |  |
| Fonte: Ministero dell'interno                                                  |                         |                                               |        |       |  |  |  |  |  |

#### VII legislatura
|                                                                                | Luigi Anderlini ✔️ Eletto | Partito Comunista Italiano                    | 28 445 | 46,97 |  |  |  |  |  |
|                                                                                | Romolo Tiberi             | Democrazia Cristiana                          | 18 875 | 31,17 |  |  |  |  |  |
|                                                                                | Fabio Maravalle ✔️ Eletto | Partito Socialista Italiano                   | 7 996  | 13,20 |  |  |  |  |  |
|                                                                                | Araldo Forbicioni         | Movimento Sociale Italiano - Destra Nazionale | 2 978  | 4,92  |  |  |  |  |  |
|                                                                                | Mario Ciocchetti          | Partito Socialista Democratico Italiano       | 938    | 1,55  |  |  |  |  |  |
|                                                                                | Alvaro Bambini            | Partito Repubblicano Italiano                 | 851    | 1,41  |  |  |  |  |  |
|                                                                                | Giorgio Moroni            | Partito Radicale                              | 246    | 0,41  |  |  |  |  |  |
|                                                                                | Raffaele Giorgio Orvieto  | Partito Liberale Italiano                     | 229    | 0,38  |  |  |  |  |  |
| Totale                                                                         | Totale                    | Totale                                        | 60 558 | 100   |  |  |  |  |  |
|                                                                                |                           |                                               |        |       |  |  |  |  |  |
| Voti non validi                                                                | Voti non validi           | Voti non validi                               | 1 815  | 2,91  |  |  |  |  |  |
| Votanti                                                                        | Votanti                   | Votanti                                       | 62 373 | 96,78 |  |  |  |  |  |
| Elettori                                                                       | Elettori                  | Elettori                                      | 64 445 |       |  |  |  |  |  |
|                                                                                |                           |                                               |        |       |  |  |  |  |  |
| Nota: quorum del 65% non raggiunto; ripartizione dei seggi a livello regionale |                           |                                               |        |       |  |  |  |  |  |
| Data: 20 giugno 1976                                                           |                           |                                               |        |       |  |  |  |  |  |
| Fonte: Ministero dell'interno                                                  |                           |                                               |        |       |  |  |  |  |  |

#### VIII legislatura
|                                                                                | Luigi Anderlini ✔️ Eletto | Partito Comunista Italiano                    | 27 505 | 45,94 |  |  |  |  |  |
|                                                                                | I. Mariotti               | Democrazia Cristiana                          | 17 815 | 29,76 |  |  |  |  |  |
|                                                                                | Fabio Maravalle ✔️ Eletto | Partito Socialista Italiano                   | 8 381  | 14,00 |  |  |  |  |  |
|                                                                                | R. Alpini                 | Movimento Sociale Italiano - Destra Nazionale | 2 716  | 4,54  |  |  |  |  |  |
|                                                                                | G. Simoncini              | Partito Socialista Democratico Italiano       | 1 136  | 1,90  |  |  |  |  |  |
|                                                                                | A. Turreni                | Partito Repubblicano Italiano                 | 987    | 1,65  |  |  |  |  |  |
|                                                                                | P. D'Orazio               | Partito Radicale                              | 642    | 1,07  |  |  |  |  |  |
|                                                                                | R. Ranchino               | Partito Liberale Italiano                     | 362    | 0,60  |  |  |  |  |  |
|                                                                                | A. Paolillo               | Nuova Sinistra Unita                          | 178    | 0,30  |  |  |  |  |  |
|                                                                                | M. M. Zaza in Rella       | Costituente di Destra - Democrazia Nazionale  | 145    | 0,24  |  |  |  |  |  |
| Totale                                                                         | Totale                    | Totale                                        | 59 867 | 100   |  |  |  |  |  |
|                                                                                |                           |                                               |        |       |  |  |  |  |  |
| Voti non validi                                                                | Voti non validi           | Voti non validi                               | 2 481  | 3,98  |  |  |  |  |  |
| Votanti                                                                        | Votanti                   | Votanti                                       | 62 348 | 95,47 |  |  |  |  |  |
| Elettori                                                                       | Elettori                  | Elettori                                      | 65 308 |       |  |  |  |  |  |
|                                                                                |                           |                                               |        |       |  |  |  |  |  |
| Nota: quorum del 65% non raggiunto; ripartizione dei seggi a livello regionale |                           |                                               |        |       |  |  |  |  |  |
| Data: 3 giugno 1979                                                            |                           |                                               |        |       |  |  |  |  |  |
| Fonte: Ministero dell'interno                                                  |                           |                                               |        |       |  |  |  |  |  |

#### IX legislatura
|                                                                                | Dario Valori ✔️ Eletto    | Partito Comunista Italiano                    | 27 125 | 45,69 |  |  |  |  |  |
|                                                                                | Ilo Mariotti              | Democrazia Cristiana                          | 15 807 | 26,63 |  |  |  |  |  |
|                                                                                | Fabio Maravalle ✔️ Eletto | Partito Socialista Italiano                   | 9 067  | 15,27 |  |  |  |  |  |
|                                                                                | Antonio Mioni             | Movimento Sociale Italiano - Destra Nazionale | 3 355  | 5,65  |  |  |  |  |  |
|                                                                                | Agostino Turreni          | Partito Repubblicano Italiano                 | 1 145  | 1,93  |  |  |  |  |  |
|                                                                                | Francesco Varazzi         | Partito Nazionale Pensionati                  | 801    | 1,35  |  |  |  |  |  |
|                                                                                | Maria D'Antoni            | Partito Socialista Democratico Italiano       | 773    | 1,30  |  |  |  |  |  |
|                                                                                | Giovanni Bressan          | Partito Liberale Italiano                     | 453    | 0,76  |  |  |  |  |  |
|                                                                                | Giovanni Moretti          | Partito Radicale                              | 445    | 0,75  |  |  |  |  |  |
|                                                                                | Edo Valentini Lido        | Democrazia Proletaria                         | 397    | 0,67  |  |  |  |  |  |
| Totale                                                                         | Totale                    | Totale                                        | 59 368 | 100   |  |  |  |  |  |
|                                                                                |                           |                                               |        |       |  |  |  |  |  |
| Voti non validi                                                                | Voti non validi           | Voti non validi                               | 2 986  | 4,79  |  |  |  |  |  |
| Votanti                                                                        | Votanti                   | Votanti                                       | 62 354 | 94,01 |  |  |  |  |  |
| Elettori                                                                       | Elettori                  | Elettori                                      | 66 330 |       |  |  |  |  |  |
|                                                                                |                           |                                               |        |       |  |  |  |  |  |
| Nota: quorum del 65% non raggiunto; ripartizione dei seggi a livello regionale |                           |                                               |        |       |  |  |  |  |  |
| Data: 26 giugno 1983                                                           |                           |                                               |        |       |  |  |  |  |  |
| Fonte: Ministero dell'interno                                                  |                           |                                               |        |       |  |  |  |  |  |

#### X legislatura
|                                                                                | Adriano Ossicini ✔️ Eletto | Partito Comunista Italiano                    | 27 162 | 44,80 |  |  |  |  |  |
|                                                                                | A. Petrangeli in Manieri   | Democrazia Cristiana                          | 17 078 | 28,17 |  |  |  |  |  |
|                                                                                | Fabio Maravalle            | Partito Socialista Italiano                   | 9 319  | 15,37 |  |  |  |  |  |
|                                                                                | G. Misciattelli Bernardini | Movimento Sociale Italiano - Destra Nazionale | 2 916  | 4,81  |  |  |  |  |  |
|                                                                                | G. Cardinali               | Lista Verde                                   | 922    | 1,52  |  |  |  |  |  |
|                                                                                | M. Turreni                 | Partito Repubblicano Italiano                 | 849    | 1,40  |  |  |  |  |  |
|                                                                                | L. E. Valentini            | Democrazia Proletaria                         | 647    | 1,07  |  |  |  |  |  |
|                                                                                | M. Ciocchetti              | Partito Socialista Democratico Italiano       | 583    | 0,96  |  |  |  |  |  |
|                                                                                | S. Guazzone                | Partito Radicale                              | 540    | 0,89  |  |  |  |  |  |
|                                                                                | R. Ranchino                | Partito Liberale Italiano                     | 329    | 0,54  |  |  |  |  |  |
|                                                                                | G. Pascucci                | Liga Veneta - Pensionati Uniti                | 220    | 0,36  |  |  |  |  |  |
|                                                                                | L. Parillo                 | Alleanza Popolare Pensionati                  | 58     | 0,10  |  |  |  |  |  |
| Totale                                                                         | Totale                     | Totale                                        | 60 623 | 100   |  |  |  |  |  |
|                                                                                |                            |                                               |        |       |  |  |  |  |  |
| Voti non validi                                                                | Voti non validi            | Voti non validi                               | 2 699  | 4,26  |  |  |  |  |  |
| Votanti                                                                        | Votanti                    | Votanti                                       | 63 322 | 93,97 |  |  |  |  |  |
| Elettori                                                                       | Elettori                   | Elettori                                      | 67 387 |       |  |  |  |  |  |
|                                                                                |                            |                                               |        |       |  |  |  |  |  |
| Nota: quorum del 65% non raggiunto; ripartizione dei seggi a livello regionale |                            |                                               |        |       |  |  |  |  |  |
| Data: 14 giugno 1987                                                           |                            |                                               |        |       |  |  |  |  |  |
| Fonte: Ministero dell'interno                                                  |                            |                                               |        |       |  |  |  |  |  |

#### XI legislatura
|                                                                                | Luciano Lama ✔️ Eletto | Partito Democratico della Sinistra            | 19 974 | 33,58 |  |  |  |  |  |
|                                                                                | Valentino Benedetti    | Democrazia Cristiana                          | 14 602 | 24,55 |  |  |  |  |  |
|                                                                                | Giorgio Casoli         | Partito Socialista Italiano                   | 9 737  | 16,37 |  |  |  |  |  |
|                                                                                | Mario Andrea Bartolini | Partito della Rifondazione Comunista          | 5 789  | 9,73  |  |  |  |  |  |
|                                                                                | Arturo Mario Zambrino  | Movimento Sociale Italiano - Destra Nazionale | 3 770  | 6,34  |  |  |  |  |  |
|                                                                                | Franco Melandri        | Partito Repubblicano Italiano                 | 1 495  | 2,51  |  |  |  |  |  |
|                                                                                | Marisa Fabbri          | Federazione dei Verdi                         | 1 192  | 2,00  |  |  |  |  |  |
|                                                                                | Agostino Presciuttini  | Lega Lombarda                                 | 673    | 1,13  |  |  |  |  |  |
|                                                                                | Romolo Pelliccia       | Partito Socialista Democratico Italiano       | 610    | 1,03  |  |  |  |  |  |
|                                                                                | Angelo Grecco          | Partito Liberale Italiano                     | 589    | 0,99  |  |  |  |  |  |
|                                                                                | Gianni Passeri         | Caccia Pesca Ambiente                         | 520    | 0,87  |  |  |  |  |  |
|                                                                                | Alberto Donati         | Sì Referendum                                 | 440    | 0,74  |  |  |  |  |  |
|                                                                                | Omero Contessa         | Federalismo - Pensionati Uomini Vivi          | 86     | 0,14  |  |  |  |  |  |
| Totale                                                                         | Totale                 | Totale                                        | 59 477 | 100   |  |  |  |  |  |
|                                                                                |                        |                                               |        |       |  |  |  |  |  |
| Voti non validi                                                                | Voti non validi        | Voti non validi                               | 4 238  | 6,65  |  |  |  |  |  |
| Votanti                                                                        | Votanti                | Votanti                                       | 63 715 | 91,83 |  |  |  |  |  |
| Elettori                                                                       | Elettori               | Elettori                                      | 69 381 |       |  |  |  |  |  |
|                                                                                |                        |                                               |        |       |  |  |  |  |  |
| Nota: quorum del 65% non raggiunto; ripartizione dei seggi a livello regionale |                        |                                               |        |       |  |  |  |  |  |
| Data: 5 aprile 1992                                                            |                        |                                               |        |       |  |  |  |  |  |
| Fonte: Ministero dell'interno                                                  |                        |                                               |        |       |  |  |  |  |  |

## 1993-2005

### Territorio
Il collegio di Orvieto era uno dei 5 collegi uninominali in cui era suddivisa l'Umbria; come previsto dal D.Lgs. del 20 dicembre 1993 n. 535, e comprendeva i seguenti comuni: Allerona, Alviano, Amelia, Attigliano, Baschi, Castel Giorgio, Castel Viscardo, Castiglione del Lago, Città della Pieve, Collazzone, Corciano, Fabro, Ficulle, Fratta Todina, Giove, Guardea, Lugnano in Teverina, Magione, Marsciano, Monte Castello di Vibio, Montecchio, Montegabbione, Monteleone d'Orvieto, Orvieto, Paciano, Panicale, Parrano, Passignano sul Trasimeno, Penna in Teverina, Piegaro, Porano, San Venanzo, Todi e Tuoro sul Trasimeno.

### Eletti
| Elezione | Elezione | Senatore         | Partito            |
| -------- | -------- | ---------------- | ------------------ |
|          | 1994     | Carlo Carpinelli | Progressisti (PDS) |
|          | 1996     | Carlo Carpinelli | L'Ulivo (PDS)      |
|          | 2001     | Gavino Angius    | L'Ulivo (DS)       |

### Dati elettorali

#### XII legislatura
|                               | Carlo Carpinelli ✔️ Eletto | Progressisti       | 57 926  | 55,62 |  |  |  |  |  |
|                               | Luigi Peverini             | Alleanza Nazionale | 27 242  | 26,16 |  |  |  |  |  |
|                               | Gian Franco Lami           | Patto per l'Italia | 18 972  | 18,22 |  |  |  |  |  |
| Totale                        | Totale                     | Totale             | 104 140 | 100   |  |  |  |  |  |
|                               |                            |                    |         |       |  |  |  |  |  |
| Voti non validi               | Voti non validi            | Voti non validi    | 10 835  | 9,42  |  |  |  |  |  |
| Votanti                       | Votanti                    | Votanti            | 114 975 | 90,62 |  |  |  |  |  |
| Elettori                      | Elettori                   | Elettori           | 126 874 |       |  |  |  |  |  |
|                               |                            |                    |         |       |  |  |  |  |  |
| Data: 27-28 marzo 1994        |                            |                    |         |       |  |  |  |  |  |
| Fonte: Ministero dell'interno |                            |                    |         |       |  |  |  |  |  |

#### XIII legislatura
|                               | Carlo Carpinelli ✔️ Eletto | L'Ulivo             | 63 664  | 60,31 |  |  |  |  |  |
|                               | Arturo Mario Zambrino      | Polo per le Libertà | 40 023  | 37,91 |  |  |  |  |  |
|                               | Michele Checconi           | Lega Nord           | 1 883   | 1,78  |  |  |  |  |  |
| Totale                        | Totale                     | Totale              | 105 570 | 100   |  |  |  |  |  |
|                               |                            |                     |         |       |  |  |  |  |  |
| Voti non validi               | Voti non validi            | Voti non validi     | 7 373   | 6,53  |  |  |  |  |  |
| Votanti                       | Votanti                    | Votanti             | 112 943 | 87,75 |  |  |  |  |  |
| Elettori                      | Elettori                   | Elettori            | 128 716 |       |  |  |  |  |  |
|                               |                            |                     |         |       |  |  |  |  |  |
| Data: 21 aprile 1996          |                            |                     |         |       |  |  |  |  |  |
| Fonte: Ministero dell'interno |                            |                     |         |       |  |  |  |  |  |

#### XIV legislatura
|                               | Gavino Angius ✔️ Eletto  | L'Ulivo                              | 54 493  | 49,87 |  |  |  |  |  |
|                               | Stefano Moretti          | Casa delle Libertà                   | 41 738  | 38,19 |  |  |  |  |  |
|                               | Erminia Emprin Gilardini | Partito della Rifondazione Comunista | 6 890   | 6,31  |  |  |  |  |  |
|                               | Valeriano Venturi        | Democrazia Europea                   | 2 335   | 2,14  |  |  |  |  |  |
|                               | Antonio Bellezza         | Lista Di Pietro                      | 2 161   | 1,98  |  |  |  |  |  |
|                               | Fausto Cerulli           | Lista Pannella-Bonino                | 1 661   | 1,52  |  |  |  |  |  |
| Totale                        | Totale                   | Totale                               | 109 278 | 100   |  |  |  |  |  |
|                               |                          |                                      |         |       |  |  |  |  |  |
| Voti non validi               | Voti non validi          | Voti non validi                      | 5 274   | 4,60  |  |  |  |  |  |
| Votanti                       | Votanti                  | Votanti                              | 114 552 | 86,46 |  |  |  |  |  |
| Elettori                      | Elettori                 | Elettori                             | 132 495 |       |  |  |  |  |  |
|                               |                          |                                      |         |       |  |  |  |  |  |
| Data: 13 maggio 2001          |                          |                                      |         |       |  |  |  |  |  |
| Fonte: Ministero dell'interno |                          |                                      |         |       |  |  |  |  |  |